# Ditmar Koel
Ditmar Koel (Hamburgo, 1500 — 22 de setembro de 1563) foi um comandante naval alemão, renomado pelo combate à pirataria que, entre 1548 e 1563, foi Burgermeister (prefeito) de Hamburgo. Seu nome é grafado, em alguns documentos antigos, também como Dithmar, ou Ditmer. Foi também líder religioso da Reforma Protestante nas cidades da Liga Hanseática.
A cidade de Hamburgo erigiu uma estátua em sua homenagem, bem como deu seu nome a uma rua.